# Administrator apostolski
Administrator apostolski – urząd kościelny, występujący w prawie kanonicznym Kościoła katolickiego. Administratorem apostolskim jest duchowny (prezbiter lub biskup), któremu papież powierzył zarząd (często tymczasowy) nad diecezją lub inną administraturą kościelną, nie mianując go równocześnie biskupem ordynariuszem. Urzędu tego nie należy mylić z administratorem diecezjalnym, który ma podobne zadania i uprawnienia, lecz jest powoływany bez udziału Stolicy Apostolskiej.
W praktyce urząd administratora apostolskiego występuje w trzech zasadniczych odmianach: administrator apostolski sede vacante; administrator apostolski sede plena; stały administrator apostolski.

## Administratorsede vacante
Administrator apostolski sede vacante (z łac. przy nieobsadzonej stolicy) – sprawuje zarząd nad diecezją w okresie pomiędzy wygaśnięciem władzy poprzedniego ordynariusza (np. z powodu śmierci, rezygnacji lub przejścia na emeryturę) a objęciem rządów przez nowego. Zgodnie z prawem kanonicznym, standardową procedurą postępowania jest w takich sytuacjach powołanie administratora diecezjalnego przez diecezjalne kolegium konsultorów. Papież może jednak w dowolnym momencie trwania wakatu powołać administratora apostolskiego, którego przybycie i objęcie rządów w przewidziany kanonicznie sposób powoduje wygaśnięcie mandatu administratora diecezjalnego. W praktyce dzieje się tak niekiedy w sytuacjach bardzo długiej sediswakancji oraz w przypadkach szczególnych – np. po nagłej rezygnacji abpa Stanisława Wielgusa z urzędu arcybiskupa metropolity warszawskiego w 2007 roku, rządy nad archidiecezją odzyskał tymczasowo kard. Józef Glemp, ale już nie jako biskup ordynariusz, lecz administrator apostolski, powołany nim jeszcze wybrano administratora diecezjalnego.

## Administratorsede plena
Administrator apostolski sede plena (z łac. przy obsadzonej stolicy) – kierujący diecezją w okresie poważnej, lecz w założeniu tymczasowej, przeszkody w sprawowaniu urzędu przez ordynariusza (np. długotrwałej choroby). Standardowo w takiej sytuacji rządy w diecezji przejmuje biskup koadiutor lub, jeśli takiego nie ma (a np. w diecezjach polskich koadiutorów powołuje się sporadycznie), osoby wyznaczone w specjalnym, niejawnym wykazie wydanym przez biskupa przed nastaniem przeszkody lub, jeśli wykaz nie został wydany, administrator diecezjalny powołany przez kolegium konsultorów. Podobnie jak w poprzednim przypadku, papież może jednak w każdej chwili ustanowić na danej stolicy biskupiej administratora apostolskiego, wybranego przez siebie. Powinien go następnie odwołać z chwilą powrotu do obowiązków dotychczasowego biskupa.

## Stały administrator
Kieruje administraturą kościelną nie posiadającą statusu diecezji. W sensie ścisłym stałymi administratorami apostolskimi są tylko zwierzchnicy administratur apostolskich. W szerszym ujęciu można do tej kategorii zaliczyć także wikariuszy apostolskich, prefektów apostolskich, prałatów terytorialnych, a nawet opatów terytorialnych – różnice dotyczą tu wyłącznie tytulatury oraz (w przypadku opata) dodatkowych uprawnień zakonnych. Wszyscy ci dostojnicy mają jednak na powierzonym sobie obszarze uprawnienia biskupa ordynariusza, choć formalnie nim nie są. Jednocześnie – w przeciwieństwie do dwóch poprzednich typów administratora – ich zarząd ma charakter stały, a nie tymczasowy.